# Olaf Francke
Olaf Francke (* 2. Oktober 1965 in Kiel) ist ein deutscher Autor und Thelemit.

## Leben
Er war Herausgeber der okkulten und magischen Onlinezeitschrift AHA, welche zuvor von der Thelema Society gegründet und herausgegeben wurde, und betreibt den Kleinverlag Verlag AHA!. Francke war Mitglied im Antiquus Mysticus Ordo Rosae Crucis und Ordo Saturni. 1991 gründete er den Orden Fraternitas Catena Aurea, in dem auch Michael D. Eschner Mitglied war.
2005 gab es eine Kooperation mit Karl-Friedrich Frey (Akron) für das Buch Akrons Crowley Tarot Führer. Geplant war, dass beide Autoren dieses Buch gemeinsam herausgeben. Im Verlauf der Arbeit kam es zum Zerwürfnis der Autoren und Francke erhielt seine Verlagsrechte zurück. Aufgrund eines Urteils des Landgerichts Leipzig von 2008 verpflichtete sich Francke, Frey nicht länger nachzusagen, er habe für das Buch, das er unter dem Pseudonym „Akron“ im Königsfurt-Urania Verlag veröffentlichte, bei ihm plagiiert. Akron musste im Gegenzug anerkennen, dass Teile seines Buches auf Franckes Arbeiten beruhen. Francke veröffentlichte seinen Teil des Werkes Die 49 Pfade der Weisheit im eigenen Verlag 2017.
2010 trat Francke der Christian Missionary Anglican Communion bei und wurde dort 2012 zum Bischof geweiht. Er übernahm die Vertretung des Erzbischofs M. Schmidt. Von 2015 bis 2017 schrieb er unter seinem Pseudonym Simon Rothenstein mit Neidthard Kupfer die Trilogie Die neue Ordnung. Seit 2020 betreibt er den Blog Stoerenfried, wo er sich, unter anderem, kritisch mit Verschwörungstheorien auseinandersetzt.
Francke war zweimal verheiratet, hat insgesamt 8 Kinder und lebt heute in Beldorf.

## Werke
als Olaf Francke
- QBLH: Die 49 Pfade zur Weisheit. Limitierte Auflage. WortBild, 2017, ISBN 978-3-945964-05-7.
- Die Weltenretter: Mythos Klimanotstand (mit Neidthard Kupfer). Independently published, 2019, ISBN 978-1-0714-1710-2.
- Die Akte Staatenlos: Die Heimatlosen und Rüdiger Hoffmann. Independently published, 2020, ISBN 979-8-5637-2276-7.

als Simon Rothenstein (Mitautor Neidthard Kupfer)
- Exodus. Verlag AHA, 2015, ISBN 978-3-945964-01-9
- Ostfront. Verlag AHA, 2016, ISBN 978-3-945964-02-6
- Übersee. Verlag AHA, 2017, ISBN 978-3-945964-03-3